# Gustavo Sedano
Gustavo Sedano Aranda (* 6. März 1974 in Guadalajara, Jalisco) ist ein ehemaliger mexikanischer Fußballspieler auf der Position eines Torwarts.

## Laufbahn
Sedano stand zwischen 1997 und 2001 bei Deportivo Guadalajara unter Vertrag und wechselte anschließend zum Ligarivalen UANL Tigres, bei dem er bis 2003 blieb. Danach hatte Sedano nur noch kurzfristige Engagements. 